# Ana García-Siñeriz
Ana María Aurora García-Siñeriz Alonso (Oviedo, 26 luglio 1965) è una giornalista e conduttrice televisiva spagnola.
Ha studiato il giornalismo nell'Università Complutense di Madrid (master Radio Nacional de España) È madre di due figli: Mateo (1998) e Chloe (2000).

## TV
- Channel nº 4 (2005-2008) con  Boris Izaguirre (Cuatro TV)
- Lo + plus (1995-2005) (Canal plus)
- Magacine (2005) (Canal plus)
- Primer plano (1993-1994) (Canal plus)
- Hablando claro (1988-1989) (TVE)

## Opere
- Bebé a bordo, 2000